# تواتون
مجموعة تواتون (بالأمازيغية ⵜⵡⴰⵜⵜⵓⵏ) مجموعة موسيقية مغربية من مدينة الحسيمة تغني باللغة الأمازيغية، تأسست سنة 1973.
تعني كلمة تواتون المنسيين باللهجة الريفية. غنت المجموعة حول عدة مواضيع اجتماعية كالفقر والهجرة وهموم الإنسان المقهور.

## التأسيس
تأسست مجموعة تواتون سنة 1973 بمدينة الحسيمة من طرف مجموعة من شباب المنطقة المهتمين بالموسيقى. أسس المجموعة في بدايتها كل من بوجمعة أزحاف (مواليد 1956 بالحسيمة، احترف الصباغة), عبد العزيز بنحدو، جمال حميد (ولد سنة 1960 بالحسيمة), محمد الزياني، عبد المجيد بليزيد ومحمد المعكشاوي (موليد 1957 بإزفزافن، امتهن إصلاح السيارات).
بدأت المجموعة، وإسوة بغالبية مجموعات زمنها، للشكل الغيواني (نسبة لمجموعة ناس الغيوان) البسيط والمتواضع باستعمالها لآلات إيقاعية وموسيقية تقليدية (طمطم والدفوف والبانجو) كما اعتمدت نفس الأسلوب والتقنية الخطابية ذات النفحة السياسية في تواصلها الجماهيري. شكل هذا الخطاب هاجسها الأساسي في التعبئة والتحريض ضد مظاهر الواقع المغربي في تلك الفترة. فالكلمة لها وقع خاص في كل إنتــاجات تواتون بدءا بالموال "التحميسي” مرورا بالحوار الداخلي بين أفراد المجموعة وانتهاء بموال ختامي / تأكيدي يعزز مغزى ومضمون الأغنية.

## تطورات المجموعة
عرفت مجموعة تواتون تغيرات كبيرة في تركيبتها عبر الزمن، وذلك نظرا لهجرة عدد من أعضائها لخارج المغرب (اسبانيا، هولندا، ألمانيا، الدانمارك) في عدة فترات، وتشتتهم الدائم بين بلدان مختلفة. يعتبر بوجمعة أزحاف العضو الوحيد الذي بقي تابثا في مجموعة تواتون منذ تأسيسها سنة 1973.
بعد انتفاضة سنة 1984, سوف يتعرض أعضاء المجموعة للملاحقة والمتابعة، وسيهرب عدد منهم لأوروبا. سنة 1986, اعتقل أزحاف بمدينته الأم (الحسيمة) وحكم عليه بثلاث سنوات سجنا نافذة قضاها بين السجن المدني بالحسيمة ومعتقل تازة. على الرغم من ظروف الاعتقال، ظلت تواتون بفضل تحدي أعضائها المتعاقبين مصرة على مواصلة مسارها الغنائي على ذات المنوال الذي رسمته لنفسها منذ انطلاقتها الأولى، وأنتجت عدة أغان تناهض مختلف مظاهر القمع والاستيلاب الثقافي والسياسي والاجتماعي والاقتصادي بالمغرب.
نظرا لتغير تركيبتها بشكل مستمر، وعند هجرة بوجمعة أزحاف بدوره لخارج المغرب، أصبحت مواضيع المجموعة في أغانيها الأحدث تتكلم أكثر عن الوطن والهجرة والارتباط بالأرض.
شاركت مجموعة تواتون في مختلف الفضاءات المحلية والجهوية بمنطقة الريف كمهرجانات الانطلاقة الثقافية للأغنية الشعبية بالناظور، كما قامت بعدة جولات وحفلات بمختلق الدول الأوروبية.

## أغاني المجموعة
تعتبر مجموعة تواتون مرجعا نضاليا بمنطقة الريف حيث استلهم منها عدد من المغنيين الشباب مقاطعا غنائية، وتم ترديد العديد من مقاطعهم كشعارات ضمن المسيرات والاحتجاجات بحراك الريف.
من أبرز أغاني تواتون نجد:
- ⵔⵊⴷⵓⴷ ⵏⴰⵖ - رجدود نغ (أجدادنا)
- ⵏⴻⵛⵉⵏ ⵄⴰⴷ ⵡⴰⵏⴻⵎⵎⵓⵜ - نشين عاد وانمًوت (لم نمت بعد)
- ⵛⵃⴰⵔ ⵉⵏⴻⵄⵢⴰ - شحار إنعيا (كم تعبنا)
- ⵕⵄⴰⴷⵉⵝ - رعافيث (النار)
- ⵕⵓ ⴰⵢⵓⵔⵉⵏⵓ - رو أيورينو (ابك يا قلبي)
- ⵕⵃⴱⵓⵙⴰⵜ ⵄⴻⵎⵎⴰⵔⵏ - رحبوسات عمًارن (امتلأت السجون)
- ⵎⴰⵎⵉⵢⴰ ⵉⵖⴰ ⵏⴻⵇⵇⵉⵏ - ماميا إغا نقًيم (هل سنبقى هكذا؟)